# Olympische Jugend-Winterspiele 2012/Teilnehmer (Griechenland)
| Gelbes Symbol für Goldmedaillen mit stilisierten Olympischen Ringen | Graues Symbol für Silbermedaillen mit stilisierten Olympischen Ringen | Braundes Symbol für Bronzemedaillen mit stilisierten Olympischen Ringen |
| ------------------------------------------------------------------- | --------------------------------------------------------------------- | ----------------------------------------------------------------------- |
| —                                                                   | —                                                                     | —                                                                       |

Griechenland nahm an den Olympischen Jugend-Winterspielen 2012 in Innsbruck mit drei Athleten in zwei Sportarten teil.

## Sportarten

### Ski Alpin
| Athleten                | Wettbewerb   | Durchgang 1 | Durchgang 2 | Gesamt      | Gesamt |
| Athleten                | Wettbewerb   | Zeit        | Zeit        | Zeit        | Rang   |
| ----------------------- | ------------ | ----------- | ----------- | ----------- | ------ |
| Jungen                  |              |             |             |             |        |
| Massimiliano Valcareggi | Super-G      |             |             | 1:05,55 min | 8      |
| Massimiliano Valcareggi | Riesenslalom | 1:14,65 min | DNF         | -           | -      |
| Massimiliano Valcareggi | Slalom       | 42,65 s     | 42,19 s     | 1:24,84 min | 18     |
| Massimiliano Valcareggi | Kombination  | 1:05,42 min | DNF         | -           | -      |
| Mädchen                 |              |             |             |             |        |
| Anastasia Ngongou       | Super-G      |             |             | DNS         | DNS    |
| Anastasia Ngongou       | Riesenslalom | 1:08,07 min | 1:09,06 min | 2:17,13 min | 35     |
| Anastasia Ngongou       | Slalom       | 50,00 s     | 46,15 s     | 1:36,15 min | 21     |

### Skilanglauf
| Athleten           | Wettbewerb      | Qualifikation | Qualifikation | Viertelfinale      | Viertelfinale      | Halbfinale         | Halbfinale         | Finale             | Finale             |
| Athleten           | Wettbewerb      | Zeit          | Rang          | Zeit               | Rang               | Zeit               | Rang               | Zeit               | Rang               |
| ------------------ | --------------- | ------------- | ------------- | ------------------ | ------------------ | ------------------ | ------------------ | ------------------ | ------------------ |
| Jungen             |                 |               |               |                    |                    |                    |                    |                    |                    |
| Dimitrios Kyriazis | 10 km klassisch |               |               |                    |                    |                    |                    | 40:40,8 min        | 48                 |
| Dimitrios Kyriazis | Sprint          | 2:00,22 min   | 42            | nicht qualifiziert | nicht qualifiziert | nicht qualifiziert | nicht qualifiziert | nicht qualifiziert | nicht qualifiziert |